# Anticirkumpolarna zviježđa
Anticirkumpolarna zvijezđa su zviježđa koja se uvijek nalaze ispod obzora ili horizonta. Njihova je kutna udaljenost od suprotnoga nebeskog pola manja od zemljopisne širine motritelja. Što je motritelj bliže sjevernom ili južnom zemljopisnom polu, to je područje anticirkumpolarnih zvijezđa veće, a što je bliže ekvatoru, veće je područje zvijezđa koje izlaze i zalaze. U našim krajevima anticirkumpolarna su zviježđa Feniks, Indijanac, Južni trokut, Južna kruna, Kameleon, Južni križ ili Križ, Ravnalo ili Kutnik, Mreža ili Mrežica, Mušica ili Muha, Paun, Poletuša ili Leteća riba, Rajska ptica, Oktant, Oltar, Slikarski stalak ili Slikar, Stol, Šestar, Teleskop, Tukan, Sat ili Ura, Vodena zmija, Zlatna riba i Ždral.
Ako se nalazimo na sjevernom ili južnom Zemljinom polu uvijek vidimo iste zvijezde koje se paralelno s horizontom okreću oko točke točno iznad nas. Niti jedna zvijezda ne izlazi niti zalazi. Pomičući se s polova ka manjim zemljopisnim širinama, izgled neba se mijenja. Što se krećemo bliže ekvatoru, sve više zvijezda počinje izlaziti i zalaziti, a sve manje ih je vidljivo tokom cijele noći. Zvijezde i drugi objekti koji su za određenog promatrača uvijek iznad horizonta nazivaju se cirkumpolarnim. Za promatrača na sjevernom polu cijelo sjeverno nebo je cirkumpolarno, dok je cijelo južno nebo anticirkumpolarno (nikada ne izlazi iznad obzora). Zvijezda Sjevernjača (lat. Polaris) nalazi se gotovo točno u smjeru sjevernog nebeskog pola, udaljena od njega nešto manje od 3/4 lučnog stupnja, zbog čega se već dugo vremena koristi pri orijentaciji u prostoru, uvijek pokazujući smjer sjevera. 
Promatrač na ekvatoru jedini je u stanju vidjeti cijelo nebo, za njega niti jedan dio neba nije cirkumpolaran ni anticirkumpolaran. Sjevernjača se vidi točno na obzoru (u pravcu sjevera), a nebeski ekvator prolazi kroz zenit, odakle se spušta na istočnu i zapadnu točku obzora. 